# رودلف همبرغر
رودلف همبرغر (بالألمانية: Rudolf Hamburger)‏ هو مقاوم ومهندس معماري ألماني، ولد في 5 مارس 1903 في Kamienna Góra ‏ في بولندا، وتوفي في 1 ديسمبر 1980 في درسدن في ألمانيا.